# Saint-Cernin-de-Reillac
Pour les articles homonymes, voir Saint-Cernin.
Saint-Cernin-de-Reillac (orthographe officielle), ou Saint-Cernin-de-Reilhac, est une ancienne commune française située dans le département de la Dordogne, en région Nouvelle-Aquitaine. Depuis 1973, elle est associée à la commune de Rouffignac-Saint-Cernin-de-Reilhac.

## Géographie
En partie nord-ouest du Périgord noir, dans l'est du département de la Dordogne, Saint-Cernin-de-Reillac se trouve en zone sud-ouest de la commune de Rouffignac-Saint-Cernin-de-Reilhac.

## Histoire
Saint-Cernin-de-Reillac est une commune créée à la Révolution.
Le 1er janvier 1973, elle entre en fusion-association avec celle de Rouffignac, cette dernière prenant alors le nom de Rouffignac-Saint-Cernin-de-Reilhac.

## Administration
À la suite des élections municipales de mars 2014, le maire délégué de Saint-Cernin-de-Reillac est Laurent Deltreuil.

### Rattachements administratifs
En 1790, la commune de Saint Cernin est rattachée au canton de Rouffignac, lui-même dépendant du district de Montignac.
En 1800, le canton de Rouffignac et les districts sont supprimés. Devenue Saint-Cernin-de-Reillac, Saint Cernin dépend désormais du canton du Bugue rattaché à l'arrondissement de Sarlat, renommé en arrondissement de Sarlat-la-Canéda en 1965. Lors de sa fusion avec Rouffignac le 1er janvier 1973, son territoire est rattaché au canton de Montignac dont Rouffignac dépendait déjà.

## Démographie
Au 1er janvier 2022, la commune associée de Saint-Cernin-de-Reillac compte 132 habitants.
| 1793 | 1800 | 1806 | 1821 | 1831 | 1836 | 1841 | 1846 |
| ---- | ---- | ---- | ---- | ---- | ---- | ---- | ---- |
| 403  | 366  | 374  | 419  | 419  | 416  | 427  | 480  |

| 1851 | 1856 | 1861 | 1866 | 1872 | 1876 | 1881 | 1886 |
| ---- | ---- | ---- | ---- | ---- | ---- | ---- | ---- |
| 405  | 375  | 377  | 402  | 342  | 340  | 297  | 304  |

| 1891 | 1896 | 1901 | 1906 | 1911 | 1921 | 1926 | 1931 |
| ---- | ---- | ---- | ---- | ---- | ---- | ---- | ---- |
| 305  | 311  | 288  | 289  | 263  | 200  | 209  | 213  |

| 1936 | 1946 | 1954 | 1962 | 1968 | - | - | - |
| ---- | ---- | ---- | ---- | ---- | - | - | - |
| 216  | 176  | 148  | 141  | 132  | - | - | - |